# 老人と海 (曲)
「老人と海」(ろうじんとうみ) は、日本のロックバンドヨルシカの楽曲。2021年8月18日にユニバーサルJより、各種音楽配信サービスにてリリースされた。

## 概要
- 配信作品としては、7作目となる。
- 今作も、前作の「又三郎」に続き、文学小説のオマージュ作品となり、アーネスト・ヘミングウェイによる小説「老人と海」をモチーフに制作された[3][4]。

## 収録内容
| #         | タイトル     | 作詞・作曲・編曲 | 時間 |
| --------- | ------------ | ---------------- | ---- |
| 1.        | 「老人と海」 | n-buna           | 4:15 |
| 合計時間: | 合計時間:    | 合計時間:        | 4:15 |

## タイアップ
老人と海
「STAFF START」CMソング